# يونوت مازيلو
يونوت كوستينيل مازيلو (بالرومانية: Ionuț Mazilu)‏ (مواليد 9 فبراير 1982 في بوخارست) لاعب كرة قدم روماني دولي يجيد اللعب في خط الهجوم . يلعب حاليا لصالح نادي أرسنال كييف الأوكراني منذ 2009 .

## مسيرته الكروية
لعب يونوت مازيلو خلال مسيرته الاحترافية مع 4 أندية في ستة عشر موسمًا وسجل خلالها 125 هدف ضمن 311 مباراة. حيث فاز في موسم واحد بالكأس ولم يفز بأي دوري.
خاض يونوت مازيلو مسيرته مع نادي ستيودينتيسك بوخارست في موسم 1999–00 ليلعب معه سبعة مواسم، مشاركًا في 181 مباراة سجل خلالها 80 هدف. ثم انتقل إلى نادي رابيد بوخارست في موسم 2006–07 ولمدة موسمين، حيث شارك في 34 مباراة سجل خلالها 18 هدفًا. لينتقل بعدها إلى نادي دنيبرو دنيبروبتروفسك في موسم 2007–08 ولمدة موسمين، مشاركًا في 9 مباريات سجل خلالها هدفًا واحدًا. ثم انتقل إلى نادي أرسنال كييف في موسم 2008–09 ليلعب معه خمسة مواسم، مشاركًا في 87 مباراة سجل خلالها 26 هدفًا.

## روابط خارجية
- يونوت مازيلو على موقع اتحاد أوكرانيا (الإنجليزية)
- يونوت مازيلو على موقع قاعدة بيانات كرة القدم.إي يو (الإنجليزية)
- يونوت مازيلو على موقع ناشيونال فوتبول تيمز (الإنجليزية)
- يونوت مازيلو على موقع Soccerway.com (الإنجليزية)
- يونوت مازيلو على موقع عالم كرة القدم.نت (الإنجليزية)